# بلیدا، مرجعیون
بلیدا (به عربی: بليدا) یک منطقهٔ مسکونی در لبنان است که در شهرستان مرجعیون واقع شده‌است.
 بلیدا   ۶۳۰ متر بالاتر از سطح دریا واقع شده‌است.